# Ямамото Кансукэ
Ямамото Кансукэ (яп. 山本 勘助, 1501—18 октября 1561, известный также под именем Харуюки) — японский военачальник периода Сэнгоку.

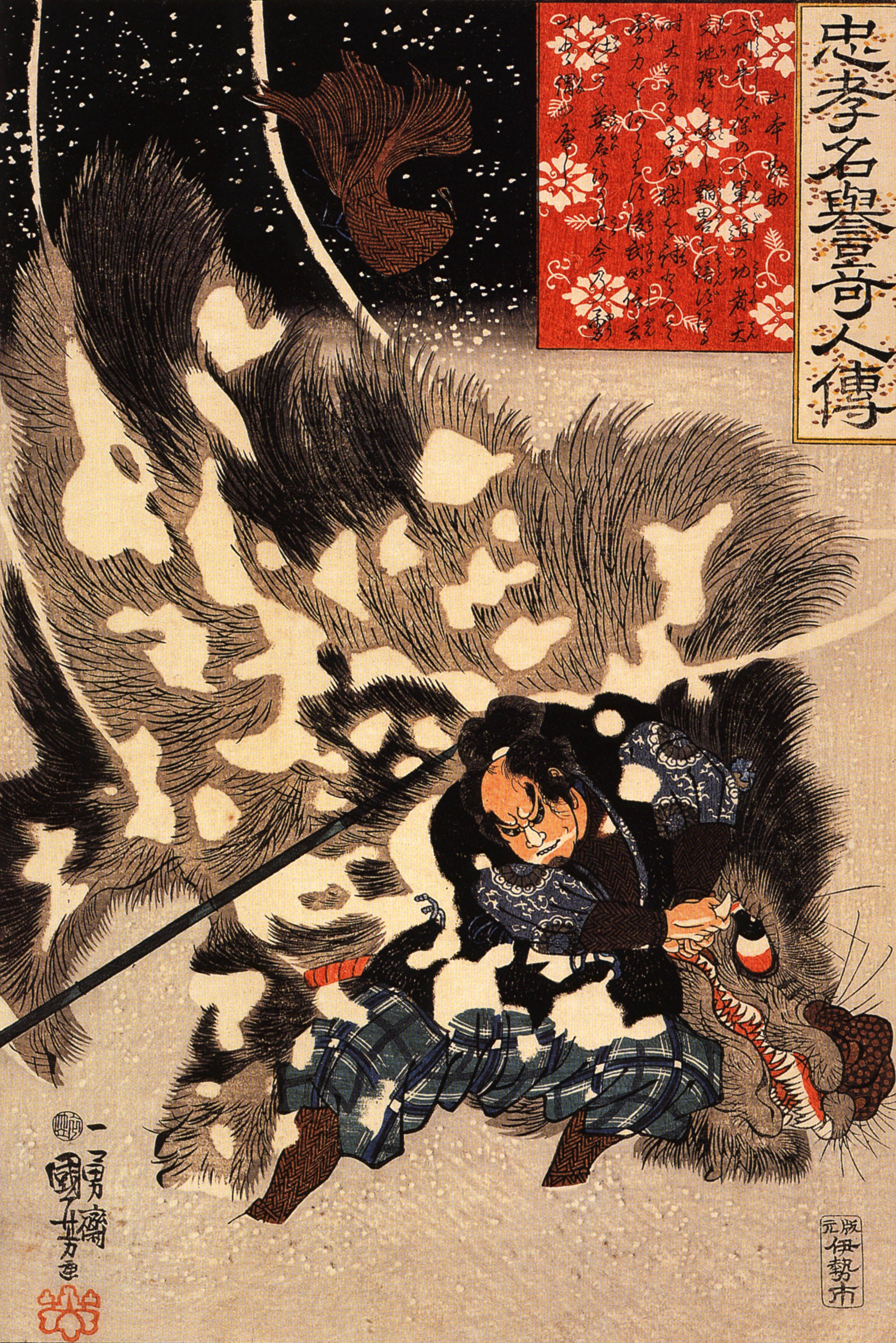
Ямамото Кансукэ

Ямамото Кансукэ был генералом Такэды Сингэна — одного из самых влиятельных князей-даймё периода Сэнгоку, когда в Японии шли непрерывные междоусобные войны. Происхождение и ранние годы жизни Кансукэ не известны, на службу к Такэде Сингэну он поступил в 1543 году.
Кансукэ вошел в историю Японии как прославленный стратег, одержавший множество побед за почти 20 лет службы.
Он погиб в 1561 году в четвёртой битве при Каванакадзиме, в которой армия под его командованием одержала победу над Уэсуги Кэнсином.
Ямамото Кансукэ считается автором книги «Хэйхо Огисё» (яп. 兵法奥義書 Хэйхо: О:гисё) о стратегии и тактике войны. В этой книге он уделяет много внимания индивидуальному воинскому мастерству бойцов.
Судьбе Ямамото Кансукэ посвящён японский фильм «Знамёна самураев» с Тосиро Мифунэ в главной роли, а также сериал «Знамёна самураев» (2007) с Масааки Утино.